# Las Manzanas, delstaten Mexiko
Las Manzanas, även La Joya, är en ort i Mexiko, tillhörande kommunen Atlacomulco i den nordvästra delen av delstaten Mexiko, i den centrala delen av landet. Orten hade 432 invånare vid folkräkningen 2010.